# Annalee Newitz
Annalee Newitz (7 de mayo de 1969) es una persona estadounidense que se dedica al periodismo, la edición y la escritura de ficción y no ficción, que ha escrito para las revistas Popular Science y Wired. De 1999 a 2008, Newitz escribió una columna semanal especializada llamada Techsploitation, y de 2000 a 2004 ocupó la jefatura de redacción de cultura del San Francisco Bay Guardian. En 2004 empezó a dedicarse al análisis político en la Electronic Frontier Foundation. Con la autora Charlie Jane Anders, también cofundaron la revista Other, una revista periódica que se publicó entre 2002 y 2007. De 2008 a 2015, Newitz empezó a trabajar en el puesto de jefatura de redacción de io9, un medio de comunicación propiedad de Gawker, y posteriormente de su descendiente directo Gizmodo, el blog de diseño y tecnología de Gawker. Desde 2019, publica columnas de opinión en colaboración con el periódico The New York Times.

## Trayectoria
Newitz nació en 1969 y creció en Irvine en California, donde se graduó en el instituto Irvine High School y, en 1987, se mudó a Berkeley. En 1996, Newitz comenzó a escribir por su cuenta y en 1998 finalizó su doctorado en Estudios Ingleses y Americanos de la Universidad de California en Berkeley, con una tesis sobre las imágenes de los monstruos, los psicópatas y el capitalismo en la cultura popular estadounidense del siglo XX, cuyo contenido apareció más tarde en forma de libro en la editorial Duke University Press.
Alrededor de 1999, Newitz cofundó la Base de Datos de Literatura y Cultura Estadounidense posterior a la Segunda Guerra Mundial en un intento de hacer una crónica de la literatura moderna y la cultura popular.
Newitz se empezó a dedicar a la escritura y al periodismo a tiempo completo en 1999 tras recibir una invitación para escribir una columna semanal en el Metro Silicon Valley, columna que se publicó en varios lugares durante nueve años. A continuación, Newitz ocupó el cargo de dirección de cultura del San Francisco Bay Guardian de 2000 a 2004.
Newitz recibió una beca Knight de periodismo científico de 2002 a 2003, con la que colaboró en materia de investigación en el Instituto de Tecnología de Massachusetts. De 2004 a 2005, Newitz se dedicó al análisis político para la Electronic Frontier Foundation, y de 2007 a 2009 formó parte de la junta de la organización Computer Professionals for Social Responsibility. Newitz y Charlie Jane Anders, autora y comentarista ganadora del premio Hugo, cofundaron la revista Other.
En 2008, el medio digital Gawker pidió a Newitz que creara un blog sobre ciencia y ciencia ficción, bautizado como io9, y ocupó su puesto de dirección desde su fundación hasta 2015 cuando se fusionó con Gizmodo, otro blog de diseño y tecnología propiedad de Gawker media; Newitz asumió entonces la misma dirección de la nueva empresa. En noviembre de 2015, Newitz dejó Gawker para unirse a Ars Technica, donde ha trabajado en la edición de cultura tecnológica desde diciembre de 2015. Newitz colabora como escritora de opinión en The New York Times.
La primera novela de Newitz, Autonomous, se publicó en 2017. Esta obra ganó el Premio Literario Lambda y fue nominada para el Premio Nébula y el Premio Locus en 2018 a la mejor novela.
Su segunda novela, The Future of Another Timeline, publicada en 2019, fue descrita en el sitio web de Newitz como: «[...] sobre el viaje en el tiempo y cómo sería encontrarse consigo mismo cuando eres adolescente y tener una conversación muy, muy intensa con esa persona sobre lo jodidos que son tus amigos del instituto». El libro fue recibido con entusiasmo por la crítica, y fue nominado al Premio Locus a la mejor novela de ciencia ficción.
Su libro científico de no ficción de 2014, Scatter, Adapt, and Remember: How Humans Will Survive a Mass Extinction (Dispersión, adaptación y memoria: Cómo sobrevivirán los humanos a una extinción masiva) fue finalista del premio de Los Angeles Times Book Prize. También escribió Four Lost Cities: A Secret History of the Urban Age (Cuatro ciudades perdidas: Una historia secreta de la era urbana), publicado en 2021.
También ha escrito para publicaciones como Wired, Popular Science, The New Yorker, The Atlantic, Slate, The Washington Post y Smithsonian, entre otras. Ha publicado relatos cortos en Lightspeed, Shimmer, Apex y Twelve Tomorrows de Technology Review.
En marzo de 2018, con su compañera y copresentadora Charlie Jane Anders, Newitz lanzó el pódcast Our Opinions Are Correct, “que explora el significado de la ciencia ficción, y cómo es relevante para la ciencia y la sociedad de la vida real”. El pódcast ganó el Premio Hugo a mejor fancast en 2019.

## Vida personal

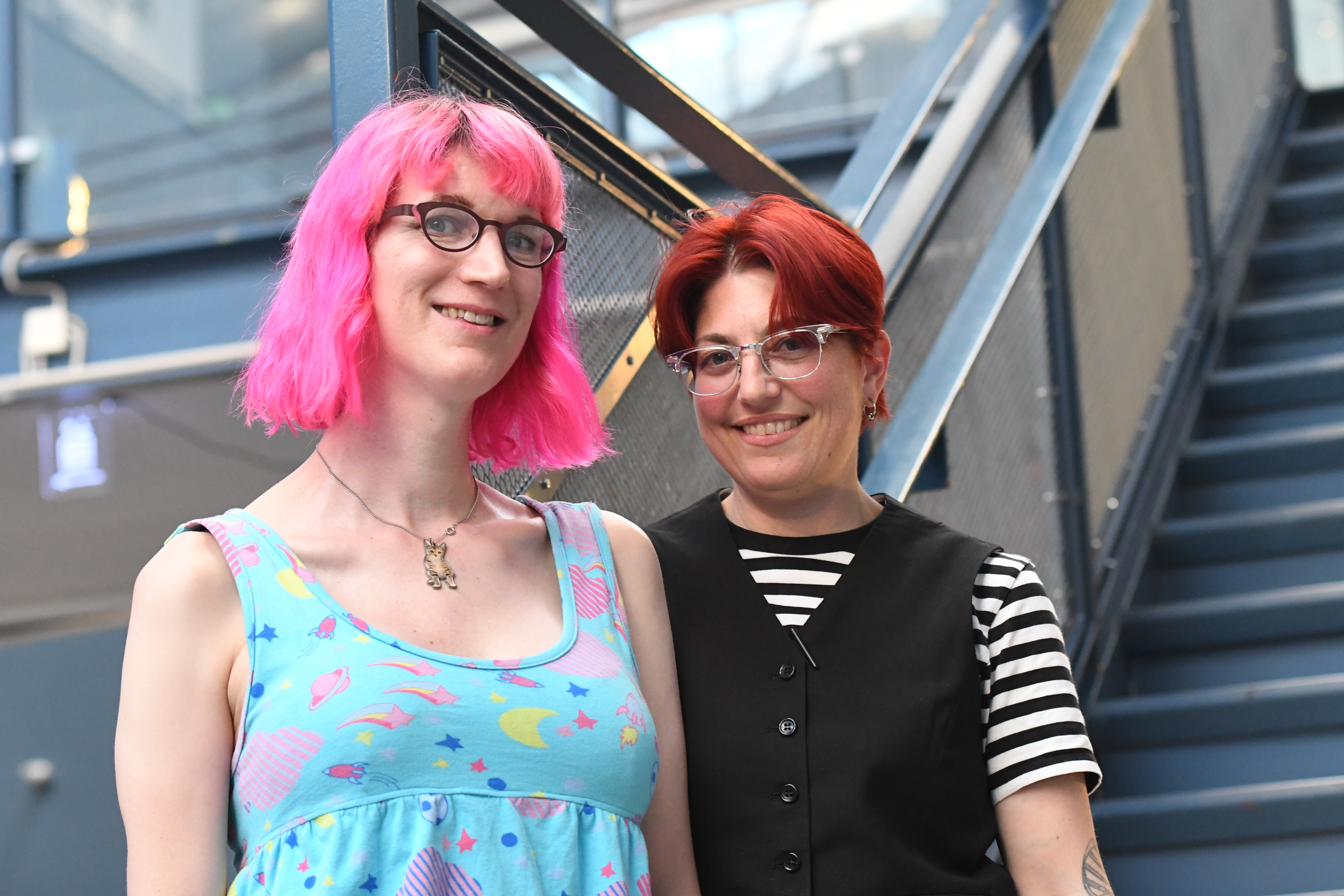
Charlie Jane Anders y Annalee Newitz en la Swecon de 2019

Los padres de Newitz son dos profesores de inglés: su madre, Cynthia, trabajaba en una escuela secundaria y su padre, Marty, en un colegio universitario. Desde el año 2000, Newitz mantiene una relación con la también escritora Charlie Jane Anders, con quién empezó el podcast Our Opinions Are Correct en marzo de 2018.
Newitz utiliza el pronombre they singular desde 2019.

## Reconocimientos
- Autonomous (Tor Books, septiembre 2017)
  - Puesto finalista del Premio Nébula a la mejor novela en 2018.[23]
  - Puesto finalista del Premio John W. Campbell Memorial en 2018.[24]
  - Puesto finalista del Premio Locus a la mejor primera novela en 2018.[25]
  - Primero puesto del Premio Literario Lambda en 2018 SF/Fantasy/Horror.[26]
- Primer puesto del Premio Theodore Sturgeon Memorial de 2019 al mejor cortometraje de ciencia ficción: «Cuando Robot y cuervo salvaron East St. Louis».[27]
- Primer puesto del Premio Hugo al Mejor Fancast en 2019: Our Opinions Are Correct (Nuestras opiniones son correctas).[28]
- Future of Another Timeline (2019)
  - Puesto finalista del Premio Locus a la mejor novela de ciencia ficción en 2020.[17]
  - Nominación al premio Goodreads Choice Award de ciencia ficción en 2019.
  - Primer puesto (versión larga) del premio Sidewise de historia alternativa en 2019.

## Obra
El trabajo de Newitz ha sido publicado en Popular Science, Wired, Salon.com, New Scientist, Metro Silicon Valley, San Francisco Bay Guardian, y AlterNet. Además de estas publicaciones periódicas impresas y en línea, ha publicado los siguientes cuentos y libros:

### Novelas
- Autonomous (Tor Books, septiembre de 2017)
- The Future of Another Timeline (Tor Books, 2019)[32]
- The Terraformers (Tor Books, 2022)[32]

### Relatos
- "The Great Oxygen Race", Hilobrow magazine, 2010
- "The Gravity Fetishist", Flurb magazine, 2010
- "Twilight of the Eco-Terrorist", Apex Magazine, 2011
- "Unclaimed", Shimmer Magazine, issue 18, 2014
- "Drones Don't Kill People", Lightspeed Magazine, issue 54, 2014
- "All Natural Organic Microbes", MIT's Twelve Tomorrows, 2016
- "Birth of the Ant Rights Movement", Ars Technica UK, 2016
- "The Blue Fairy's Manifesto", Robots vs. Fairies, ed. by Dominik Parisien and Navah Wolfe, 2018
- "When Robot and Crow Saved East St. Louis" (Cuando Robot y cuervo salvaron East St. Louis), Slate, 2018. Ganador del premio Theodore Sturgeon Memorial en 2019 al mejor relato de ciencia ficción.[33]

### No ficción
- White Trash: Race and Class in America. Routledge Press. 1997. ISBN 978-1135204495. Coeditado junto a Matt Wray
- The Bad Subjects Anthology. New York University Press. 1998. ISBN 978-0814757925.
- Pretend We're Dead: Capitalist Monsters in American Pop Culture. Duke University Press. 2006. ISBN 978-0822337454.
- She's Such a Geek: Women Write About Science, Technology, and Other Nerdy Stuff. Seal Press. 2006. ISBN 978-1580051903. Co-edited with Charlie Anders.
- Scatter, Adapt, and Remember: How Humans Will Survive a Mass Extinction. Doubleday. 2013. ISBN 978-0385535922.
- «Two Scenarios for the Future of Solar Energy». Hieroglyph: Stories and Visions for a Better Future. William Morrow. 2014. ISBN 978-0062204707. Editado por Kathryn Cramer and Ed Finn.
- «California Futures: Imagining California's Future in the Pacific world». Boom: A Journal of California 5 (1): 106-116. March 2015. doi:10.1525/boom.2015.5.1.106.
- «Great Female Scientists in History». Particulates. Dia Art Foundation. 2018. Editado por Nalo Hopkinson.
- «This changes everything». New Scientist 244 (3260): 24. 14 de diciembre de 2019.
- Four Lost Cities: A Secret History of the Urban Age. Norton. 2021. ISBN 978-0393652673.[34]